# Iniquis Afflictisque

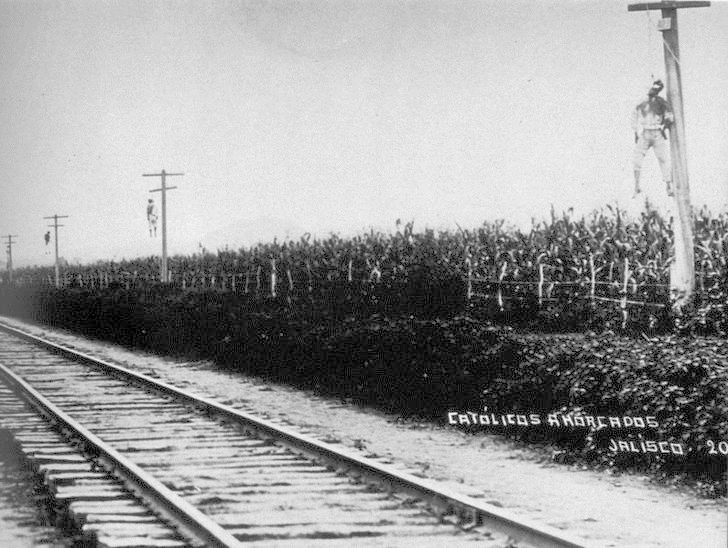
Vervolgde Katholieken, opgehangen tijdens de Cristero-oorlog

Iniquis Afflictisque was een encycliek, uitgevaardigd door paus Pius XI op 18 november 1926, waarin hij in harde bewoordingen stelling nam tegen de vervolging van rooms-katholieken in Mexico. De situatie in Mexico, een van de landen van de “triangolo doloroso” (samen met Spanje en de Sovjet-Unie) toonde in de ogen van de paus eens te meer aan, welke destructieve gevolgen de leer van Karl Marx had op de kerk en daarmee ook op de samenleving.

## Geschiedenis
Paus Adrianus VI had Spanje in de tijd dat de conquistadores de Nieuwe Wereld onder Europees gezag brachten verregaande volmachten toegekend in de organisatie en het bestuur van de Katholieke Kerk in haar koloniën. Bij de onafhankelijkheid van Latijns-Amerika in het begin van de 19e eeuw ontstond aldus een conflict; de Kerk was van mening dat met het verdwijnen van het Spaanse gezag de controle over de Kerk weer in handen van de paus kwam te vallen, terwijl de onafhankelijke republieken zich als opvolgers van het Spaanse gezag beschouwden en zelf de organisatie ter hand wilden nemen. In onder andere Paraguay en Mexico waren zelfs plannen om een nationale kerk op te richten, los van het Vaticaan, onder leiding van een eigen paus. Deze kwestie zou een bron van twisten blijken, waarin conservatieven die het gezag van de paus steunden en liberalen die voorstanders waren van een nationale controle van de kerken tegenover elkaar te staan. De liberalen ondersteunden verder godsdienstvrijheid, secularisme en het onteigenen van een groot deel van het grondbezit van de kerk in de hoop het zo verkregen land productiever aan te kunnen wenden. In Mexico waren het uiteindelijk de liberalen die zegevierden; in 1857 voerden zij een grondwet in waarin de positie van de kerk niet langer meer gegarandeerd werd, en drie jaar later werd volledige godsdienstvrijheid en scheiding van kerk en staat afgekondigd. In 1856 werd bovendien de Kerk het grootste deel van hun (niet economisch productieve) grondbezit afgenomen.
Onder het regime van Porfirio Díaz (1876-1911) verzoenden kerk en staat zich grotendeels, en de antiklerikale wetsartikelen werden niet tot de letter nageleefd. Met het uitbreken van de Mexicaanse Revolutie wakkerden de antikatholieke sentimenten echter weer op, die nog versterkt werden door de steun van de geestelijkheid aan de contrarevolutionaire dictator Victoriano Huerta (1913-1914). De revolutionairen, een bonte coalitie van liberalen, socialisten, radicalen en anarchisten, triomfeerden uiteindelijk en in 1917 werd een nieuwe grondwet geproclameerd. Hierin werden in diverse artikelen maatregelen genomen tegen de kerk in Mexico:
- Artikel 3: Alleen seculair onderwijs was toegestaan. Verbod op elke vorm van godsdienstonderwijs.
- Artikel 5: Verbod op kloosterordes
- Artikel 24: Verbod op publieke erediensten
- Artikel 27: Verbod op bezit door de kerken. Alle eigendommen kwamen toe aan de staat.
- Artikel 130: Scheiding van kerk en staat; alle geestelijken verloren hun rechten, waaronder het stemrecht.

De Mexicaanse president Álvaro Obregón (1920-1924) stond bekend als tegenstander van de katholieke geestelijkheid, maar sprak ook over Jezus als "de grootste socialist die de mensheid ooit heeft gekend" en voerde een relatief gematigd beleid inzake de uitvoering van de nieuwe wetten. Onder zijn opvolger Plutarco Elías Calles (1924-1928) werd echter de harde lijn ingezet. Nadat een militante katholiek een aanslag pleegde op Calles' leven en aartsbisschop José Mora y del Río zich tegen Calles en de grondwet uitsprak tekende Calles in 1926 een wet waarin hij zich voornam de antiklerikale wetgeving tot de letter na te leveren. De vlam sloeg al snel in de pan; in juni kondigde de Kerk aan haar missen op te schorten en niet veel later brak de cristero-oorlog uit, waarbij katholieke rebellen die zich cristero's noemden en het regeringsleger elkaar bevochten.
De oorlog leidde tot een verdere verharding van de antireligieuze acties. Missionarissen werden het land uitgezet, seminaries en katholieke scholen werden gesloten en de geestelijken werden gedwongen hun geloof publiekelijk te ontkennen.Weigering leidde tot martelingen en doodstraffen. Mannen, vrouwen en kinderen die in bezit waren van religieuze objecten werden ook slachtoffer van de repressie van de Mexicaanse regering.

## Encycliek
In Iniquis Afflictisque veroordeelde Pius XI het optreden van het Mexicaanse gezag. De uitwijzing van geestelijken, waaronder afgevaardigden namens de paus, beschouwde hij niet alleen als een belediging ten opzichte van de personen zelf, maar tevens als een affront tegen het pauselijk gezag. Het optreden van de overheid, die hij bestempelde als barbaarser dan de Christenvervolgingen in de eerste eeuwen na Christus, was een initiatief van een kleine groep mannen die op een schijnbaar wettige wijze geen medelijden toonden voor de vrijheden van hun landgenoten.
Over de positie van de priesters is de paus duidelijk. Door het ontnemen van hun burgerlijke rechten werden zij (ten onrechte) in zijn ogen gelijkgesteld aan criminelen en krankzinnigen. “Om de verplichting tot het aangaan van een huwelijk kon slechts gelachen worden, ware het niet dat de situatie zo triest was.”
In de encycliek sprak de paus zijn waardering uit voor katholieke organisaties die zich ondanks de vervolgingen bleven inzetten voor de belangen van de katholieke kerk. Hierbij werden specifiek de Knights of Columbus (Ridders van Columbus), de Katholieke Sociëteit van de Mexicaanse Jeugd en de Unie van Katholieke Vrouwen van Mexico genoemd.

## Nasleep
Volgend op de maatregelen van de regering besloot de kerk in Mexico ondergronds te gaan; vieringen werden gehouden op privéadressen. Ook werden er door diverse groeperingen initiatieven genomen om in het geheim godsdienstonderwijs te geven aan kinderen.
Paus Pius XI zou nog twee van zijn encyclieken wijden aan de godsdienstsituatie in Mexico. In 1932 verscheen Acerba animi, gevolgd door Nos es muy conocida in 1937.
In 1929 werd de cristero-oorlog beëindigd na bemiddeling door de Amerikaanse regering. De antiklerikale wetsartikelen bleven in de boeken staan maar werden niet meer allemaal strikt nageleefd en religieus onderwijs werd voortaan getolereerd zolang het op privéscholen gebeurde. De antikerkelijke bepalingen in de grondwet werden op initiatief van president Carlos Salinas (1988-1994) in 1992 uit de grondwet geschrapt.
Een groep van 25 slachtoffers van de vervolgingen, aangeduid door de kerk als martelaren, werd op 21 mei 2000 door paus Johannes Paulus II heilig verklaard.

## Aanvullende literatuur
- The Lawless Roads, Graham Greene (reisverslag)
- The Power and the Glory, Graham Greene (roman)